# Mir (circuito di pagamento)
Mir (in russo Мир?) è il nome di un circuito di pagamento fondato e gestito dalla Banca centrale della Federazione Russa, in funzione dal 2017. Lo sviluppo del sistema è stato avviato in seguito alle sanzioni internazionali imposte alla Russia dal 2014.
L'azienda Mir non emette direttamente le carte e gli strumenti di pagamento, ma gestisce solo il circuito di pagamento omonimo. Le carte di debito e di credito sono invece rilasciate dagli istituti bancari. Inizialmente accettato solo da aziende russe, dal 2016 alcune aziende straniere – tra cui anche alcune statunitensi – hanno cominciato ad accettare i pagamenti sul circuito Mir in Russia.

## Storia
Le basi del sistema Mir sono state fondate nel 2014, quando in seguito all'introduzione di sanzioni internazionali contro la Russia ad alcune banche russe non fu più consentito emettere carte di pagamento sui circuiti Visa e MasterCard.
Le prime carte di pagamento basate sul circuito Mir sono state emesse nel dicembre 2015. Nell'aprile dell'anno successivo AliExpress fu la prima azienda non russa a cominciare ad accettare pagamenti sul circuito, mentre tre mesi dopo McDonald's fu la prima azienda statunitense a fare altrettanto.
Dal 2018 tutti i pagamenti delle pensioni in Russia devono per legge essere effettuati sul sistema Mir.
A seguito delle sanzioni imposte alla Russia dopo l'invasione russa dell'Ucraina del 2022 e al blocco delle carte emesse da istituti russi e funzionanti sui circuiti Visa, MasterCard e American Express, il sistema Mir ha conosciuto un'ulteriore forte espansione tanto nel mercato interno che su quello estero; nel secondo trimestre del 2022 infatti, Vietnam, Turchia e Corea del Sud hanno ratificato la decisione di integrare tale circuito nei sistemi di pagamento supportati a livello nazionale.
Nel marzo 2024 l'Armenia ha tuttavia deciso di non accettare più pagamenti con carte Mir. Nell'aprile dello stesso anno anche il Kirghizistan ha preso la stessa decisione.
Internamente, invece, sono aumentate le carte emesse in co-branding e operanti sui circuiti Mir ed il circuito cinese Union Pay. Tra gli istituti interessati a supportare l'iniziativa, anche Sberbank. Sono inoltre circolate voci secondo cui sono in corso sforzi per rendere interoperabili Mir e il sistema indiano RuPay.

## Uso in altri paesi
Il circuito è stato integrato nei sistemi di pagamento delle seguenti nazioni:
- Armenia VTB (53 banche dal 2018)
- Bielorussia (dal 2017)
- Birmania (dal 2024)
- Corea del Sud (dal 2018)
- Cuba (dal 2022)
- Emirati Arabi Uniti (dal 2018)
- Iran (dal 2022)
- Kazakistan (dal 2018)
- Mongolia (dal 2023)
- Nicaragua (dal 2024)
- Tagikistan - Amonatbank Savings Bank (dal 2023)
- Vietnam - VRB (joint Viet/Russian bank) (dal 2017)
- Venezuela (dal 2022)

Ai paesi di cui sopra, vanno aggiunte le regioni georgiane di Ossezia del Sud e Abcasia dal 2019.
Il circuito non è più integrato nei sistemi di pagamento delle seguenti nazioni:
- Kirghizistan (2024)
- Turchia (2019-2022)
- Uzbekistan (2019-2022)